# Vinařská naučná stezka Valtice
Vinařská naučná stezka Valtice je jednou z vinařských naučných stezek na Moravě. Vede především vinicemi u Valtic. Její celková délka je cca 5 km a na trase se nachází 19 zastavení ve třech světových jazycích. Návštěvníci jsou zde seznámeni s historií pěstování vinné révy na Valticku, ale také s péčí o vinohrady a se zpracováním révy.

## Vedení trasy
Stezka začíná u valtického zámku, od kterého pokračuje po Růžové ulici k vinohradům. Ty obchází cestou podél zámeckého parku až na silničku od Celňáku. Při vstupu na ní se stáčí doprava a silničku kopíruje okolo vinohradů ke kolonádě na Raistně. Kolonáda byla vystavěna jako jeden z lednicko-valtických saletů na nejvyšším místě celého areálu a umožňuje tak rozhled na po širokém okolí. Stezka tady silničku opouští a spolu s červenou turistickou značkou se stáčí doprava a míří k silnici od Valtic na hraniční přechod Valtice/Schrattenberg. Po vyústění na silnici je možné odbočit doleva a dojít k Muzeu železné opony, naučná stezka však míří po silnici doprava zpátky do Valtic. Sem přichází Sobotní ulicí, u domu čp. 48 zahýbá doprava a Kopečnou ulicí se vrací k zámku.